# پرا ناکون سی آیوتایا (شهر)
آیوتایا پایتخت سابق تایلند، قبل از بانکوک.
شهر تاریخی آیوتایا که به مدت ۴۱۷ سال پایتخت تایلند به‌شمار می‌رفته، یکی از تاریخی‌ترین بناهای این کشور است که در زمان خود از بزرگ‌ترین شهرهای دنیا و مرکز تمدن آسیای جنوب شرقی بوده‌است.

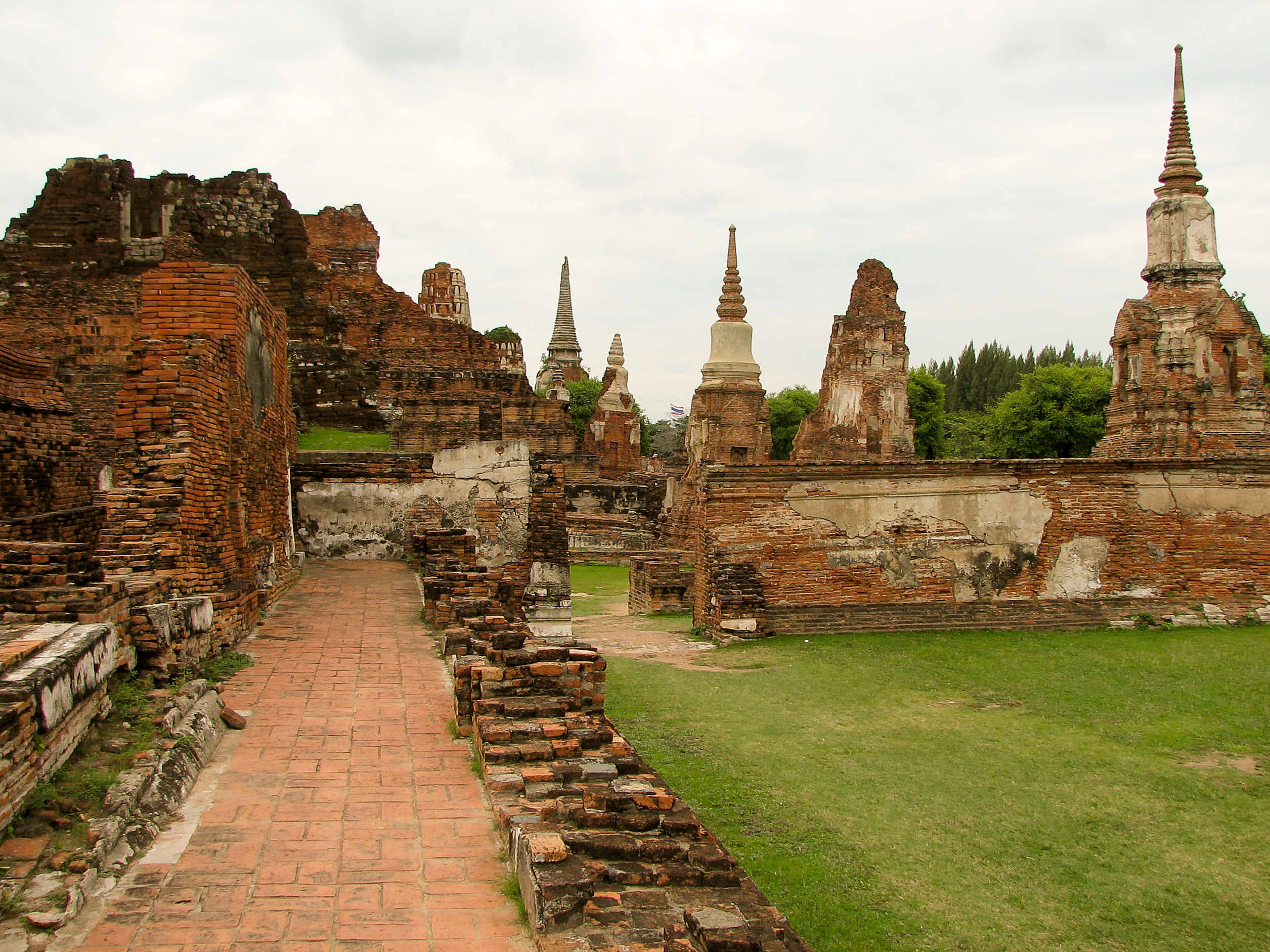

پادشاهی آیوتایا که در سال ۱۳۵۰ ایجاد شده بود و در واقع دومین پایتخت سیام پس از سوخوتای Sukhotai به‌شمار می‌رفت، در قرن ۱۶ به اوج قدرت، ثروت و فرهنگ رسید و قلمرو آن فراتر از لائوس، کامبوج و برمه کنونی گسترش یافته و حتی با فرانسه زمان لویی چهاردهم رابطه داشت. آیوتایا در ۸۹ کیلومتری شمال شهر بانکوک قرار گرفته و معماری آن ترکیبی از هنر معماری کامبوج و هنر دوره سوخوتای است. این شهر که بسیاری در قرن ۱۷ آن را از زیباترین شهرهای جهان می‌دانستند، از سال ۱۹۹۱ در فهرست آثار جهانی یونسکو قرار گرفته‌است.
آیوتایا تا سال ۱۷۶۷ محل حکومت ۳۳ تن از پادشاهان تایلند از خاندان‌های مختلف بود تا اینکه در نیمه‌های قرن ۱۸برمه ای‌ها آن را فتح و تخریب کردند. از این شهر که زمانی بیش از ۴۰۰ معبد را در خود جای داده بود، امروزه تنها مجموعه‌ای از معابد و ردیف‌هایی از بوداهای نیمه ویران و قدیمی بر جای مانده‌است.

بازرگانانی که به سمت شرق آسیا و چین در حرکت بودند، تا مساعد شدن اب و هوا در این ناحیه می‌ماندند. پادشاهی سیام هم از ایجاد روابط تجاری با کشورهای حاشیه اقیانوس هند مثل هند، پاکستان و ایران سود زیادی می‌برد چرا که در ان زمان ژاپنی‌ها تجارت خود را با چینی‌ها و هلندی‌ها منحصر کرده بودند. در این ناحیه به دلیل رفت‌وآمد ایرانیها، اسلام هم رواج پیدا کرد و افراد معروفی مثل شیخ احمد قمی، آقا محمد استر آبادی و حاجی سلیم مازندرانی در دربار پادشاهی سیام رفت‌وآمد داشتند. همین روابط در سالیان سال باعث شد که نوادگان این افراد همانند بوناک و احمد چولا هنوز هم از خانواده‌های مهم تایلند به‌شمار بروند. یکی از مهم‌ترین افراد پر نفوذ ایرانی در دربار که حتی مشاور امور مذهبی در زمان پادشاه سونگ تام بود، شیخ احمد قمی، تاجر معروف ایرانی بود. بعدها با هجوم برمه ای‌ها، محله‌های ایرانی نشین در ایوتایا هم تخریب شد.